# Бівер (Пенсільванія)
Бівер (англ. Beaver) — місто (англ. borough) в США, в окрузі Бівер штату Пенсільванія. Населення — 4438 осіб (2020).

## Географія
Бівер розташований за координатами 40°41′37″ пн. ш. 80°18′27″ зх. д. / 40.69361° пн. ш. 80.30750° зх. д. (40.693538, -80.307582). За даними Бюро перепису населення США в 2010 році місто мало площу 2,91 км², з яких 2,37 км² — суходіл та 0,54 км² — водойми.

## Демографія
Згідно з переписом 2010 року, у селищі мешкала 4531 особа в 2125 домогосподарствах у складі 1207 родин. Густота населення становила 1558 осіб/км². Було 2332 помешкання (802/км²).
Расовий склад населення:
| - 95,9 % — білих - 1,4 % — чорних або афроамериканців - 0,9 % — азіатів - 0,1 % — корінних американців |

До двох чи більше рас належало 1,3 %. Частка іспаномовних становила 1,7 % від усіх жителів.
За віковим діапазоном населення розподілялося таким чином: 20,0 % — особи молодші 18 років, 58,5 % — особи у віці 18—64 років, 21,5 % — особи у віці 65 років та старші. Медіана віку мешканця становила 46,4 року. На 100 осіб жіночої статі у селищі припадало 85,0 чоловіків; на 100 жінок у віці від 18 років та старших — 81,3 чоловіків також старших 18 років.
Середній дохід на одне домашнє господарство становив 63 144 долари США (медіана — 47 021), а середній дохід на одну сім'ю — 84 055 доларів (медіана — 76 615). Медіана доходів становила 50 865 доларів для чоловіків та 36 975 доларів для жінок. За межею бідності перебувало 9,0 % осіб, у тому числі 14,3 % дітей у віці до 18 років та 5,2 % осіб у віці 65 років та старших.
Цивільне працевлаштоване населення становило 2094 особи. Основні галузі зайнятості: освіта, охорона здоров'я та соціальна допомога — 27,1 %, роздрібна торгівля — 13,8 %, транспорт — 11,0 %, науковці, спеціалісти, менеджери — 9,0 %.